# Johann Praetorius (Komponist)
Johann Praetorius (* 25. November 1595 in Hamburg; † 25. Juli 1660 ebenda) war ein Komponist und Organist.
Johann war Schüler seines Vaters Hieronymus Praetorius sowie – ebenso wie sein Bruder Jacob – Jan Pieterszoon Sweelincks. Ab 1611 war er Organist und Kirchenschreiber an der St.-Nikolai-Kirche in Hamburg. 1619 heiratete er Anna Sperling, die Tochter des Rektors des Johanneums Paul Sperling, mit der er zwei Kinder hatte: Hieronymus (* um 1620) und Elisabeth (* um 1622).
Johann Praetorius wurden durch Klaus Beckmann 14 Choral- und zwei Psalmbearbeitungen für Orgel zugeschrieben, die unter den Kürzeln J. P., J. P. S. und Johann Peters überliefert sind und bislang als Kompositionen Jan Pieterszoon Sweelincks galten. Diese Neuzuweisungen gelten in der Musikwissenschaft als umstritten.
Ein weiterer Bruder war der Theologe Hieronymus Praetorius.